# Nikolorića dvori u Bolu
Nikolorića dvori  u mjestu Bolu su stambeno-gospodarski sklop koji predstavlja zaštićeno kulturno dobro.

## Opis dobra
Sklop Marinković-Nikolorić zvan „Nikolorića dvori“ smješten na predjelu Obala u Bolu je zatvoreni blok s unutrašnjim dvorištem sa sjevera ograđen visokim zidom. Na južnom pročelju ističu se vanjska stubišta i balkonade ograđene tranzenama od opeke. U unutrašnjosti se ističu kuhinja s kominom i tragovi kućne kapele. Vrijedan primjer stambeno-gospodarskog sklopa 18. i 19. st. sagradila je ugledna kapetanska obitelj Nikolorić.

## Zaštita
Pod oznakom RST-1103-1984. zaveden je pod vrstom "nepokretna kulturna baština - pojedinačna", pravna statusa zaštićena kulturnog dobra, klasificirano kao "stambeno-poslovne građevine".